# Jacek Kurowski (piłkarz)
Jacek Krzysztof Kurowski (ur. 17 sierpnia 1948 w Łukowie, zm. 20 maja 2021) – polski piłkarz grający na pozycji bramkarza. Wychowanek lokalnych Orląt Łuków. Pierwszym jego senioskim klubem był AZS-AWF Warszawa, w którym grał podczas studiowania, a oprócz sekcji piłki nożnej występował w sekcji koszykarskiej i piłki ręcznej. Po studiach przeniósł się do Ruchu Chorzów, w którym zadebiutował 5 sierpnia 1970 w finale Pucharu Polski 1969/1970 przeciwko Górnikowi Zabrze. Występował również w Zagłębiu Sosnowiec, Stali Stoczni Szczecin oraz szwedzkim IFK Eskilstuna.
Po zakończeniu kariery piłkarskiej, pracował jako nauczyciel wychowania fizycznego.

## Sukcesy

### Klubowe
Ruch Chorzów
- Mistrzostwo Polski: 1974

Zagłębie Sosnowiec
- Zdobywca Pucharu Polski: 1976/1977, 1977/1978